# Адвент

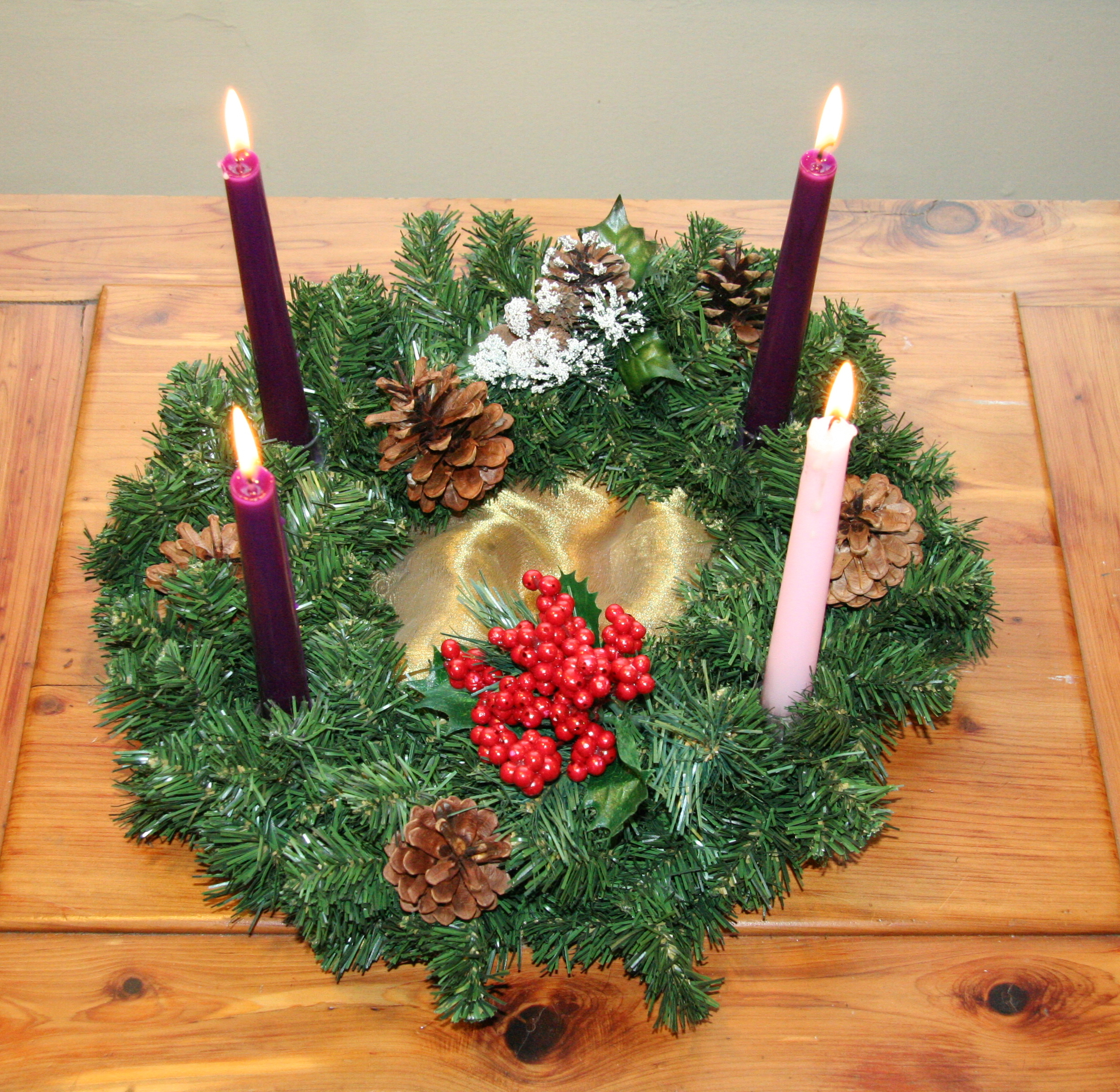
Рождественский венок в четвёртое воскресенье адвента

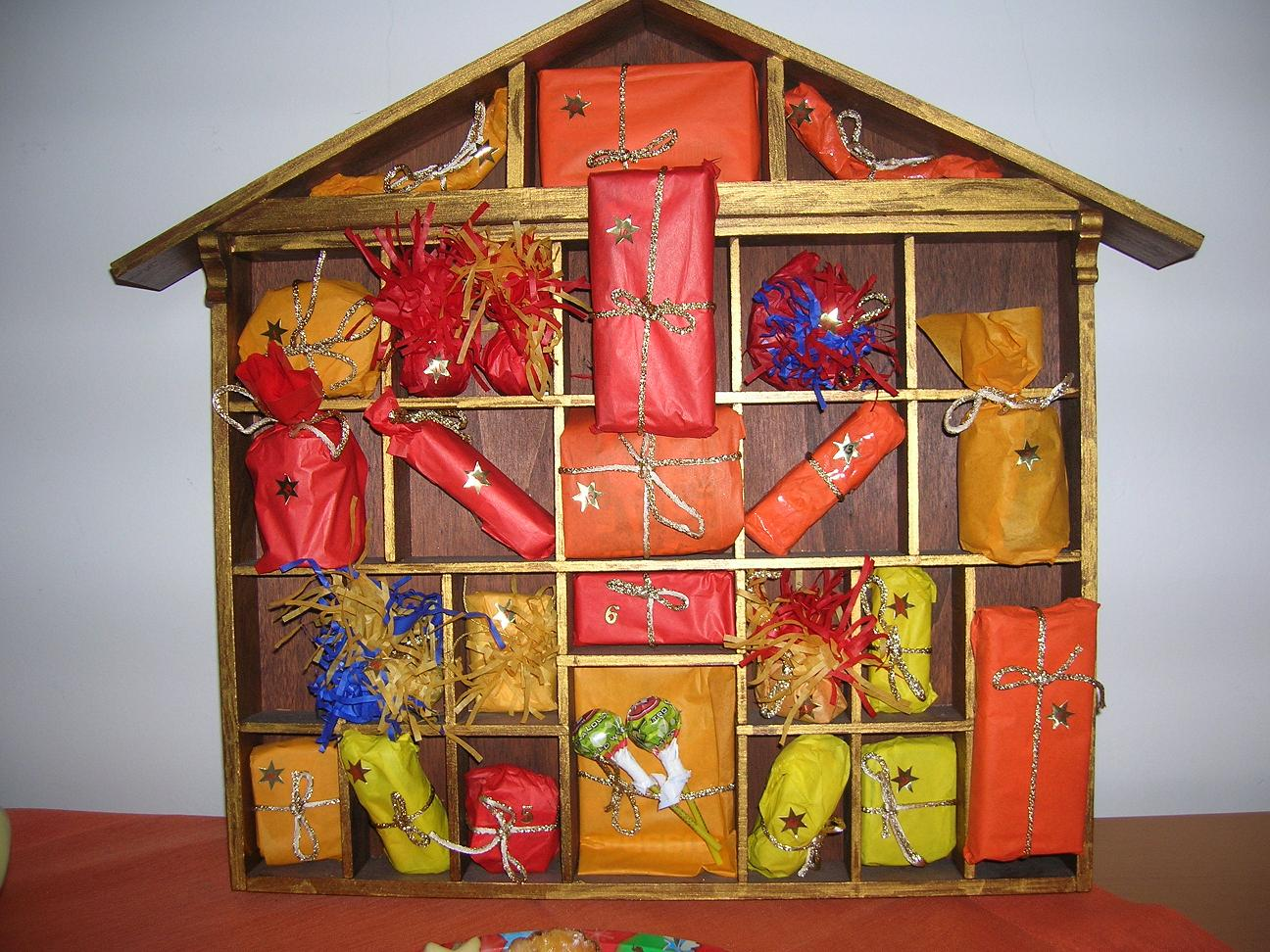
Рождественский календарь

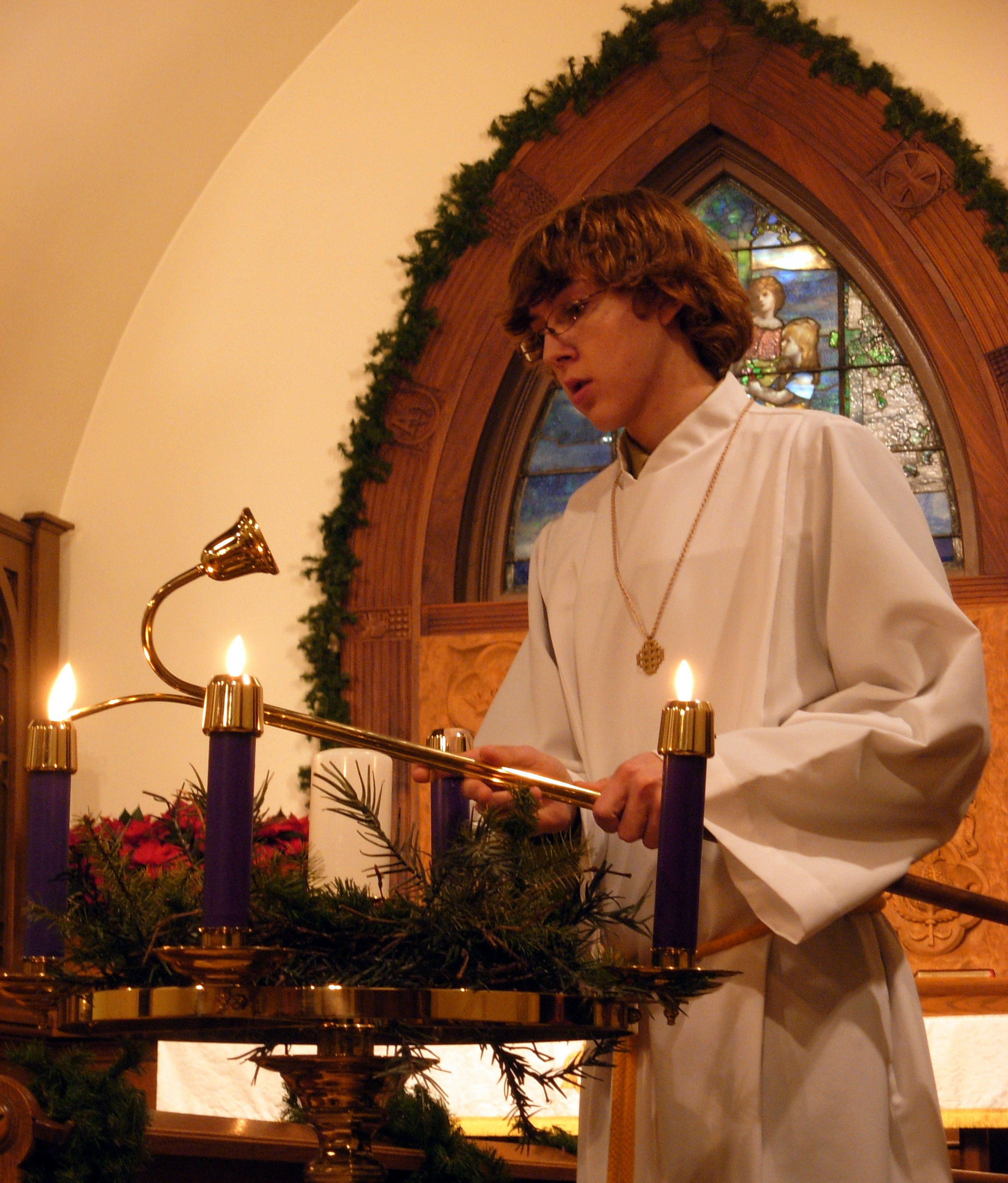
Адвентский венок в церкви

Адве́нт (от лат. adventus — «пришествие») — название предрождественского периода, принятое в среде христиан католической церкви и некоторых протестантских деноминаций (например, у лютеран), аналогичное периоду Рождественского поста на Востоке. Адвент — время ожидания, предшествующее Рождеству Христову, во время которого христиане готовятся к празднику.

## Описание, терминология, традиции
Термином «адвент» в Вульгате обозначается то, что в русском переводе звучит как «пришествие», а в греческом тексте Нового Завета как греч. παρουσία (Мф. 24:3).
Первый день адвента в римском обряде определяется как 4-е воскресенье до Рождества (в зависимости от года это воскресенье выпадает в период с 27 ноября по 3 декабря). В амвросианском обряде Адвент продолжается 6 недель, и его первым воскресеньем является первое воскресенье после Дня святого Мартина (11 ноября). С первого дня адвента в католической церкви начинается литургический год.
Первые свидетельства об особом предрождественском времени относятся к 380 году, когда Сарагосский собор установил особые правила посещения богослужений с 17 декабря до праздника Богоявления.
Духовный смысл адвента двояк. Во-первых, это период подготовки к празднованию Рождества, «время радостного ожидания»; во-вторых, церковь в этот период особым образом побуждает верующих размышлять на тему грядущего второго пришествия Христа.
Каждое из четырёх воскресений адвента имеет определённую тематику, отражающуюся в евангельских воскресных чтениях: первое посвящено пришествию Христа в конце времён; второе и третье (Gaudete) отражают переход от Ветхого к Новому Завету, в том числе вспоминается служение Иоанна Крестителя; четвёртое посвящено евангельским событиям, непосредственно предшествовавшим Рождеству.
В настоящее время адвент в католической церкви не рассматривается как обязательный постный период, хотя многие постные и покаянные практики продолжают существовать, например, воздержание от мясной пищи в рождественский сочельник во многих поместных церквах, ношение духовенством облачений фиолетового, покаянного, цвета и др. В период адвента верным рекомендуется приступить к исповеди и причастию, также в период адвента церковь особо призывает христиан к совершению дел милосердия.
Одной из наиболее известных традиций, касающихся адвента, является адвентский венок из еловых веток, в который вплетены четыре свечи. В первое воскресенье зажигается одна свеча, во второе — две и так далее, то есть становится с каждой неделей всё светлей. Такими венками украшаются как церкви, так и дома верующих. Ещё одна известная традиция — рождественский календарь для детей, разделённый на квадраты по числу дней адвента, где за каждым листком с датой спрятано лакомство. Также принято выставлять на подоконнике «светильник-арку».
Даты начала Адвента в текущем году и в ближайшие годы:
- 30 ноября 2025
- 29 ноября 2026
- 28 ноября 2027